# Totoykids
Totoykids é uma marca brasileira de animação infantil criada em 2014 por Isa Vaal e André Vaz.

## História
Em 2014, o casal de Minas Gerais Isa Vaal e André Vaz criou o canal do YouTube Totoykids, quando estavam em Nova Iorque. No início, o conteúdo era baseado em histórias protagonizadas por brinquedos e personagens autorais interpretados pela dupla. Em entrevista, André Vaz disse que, embora essa prática possa parecer comum, "Nosso diferencial é que decidimos tomar cuidado redobrado com o conteúdo em si, escapando do vício frequente de querer apenas divertir as crianças. Nosso trabalho inclui uma pegada educativa".
Em junho de 2015, foi lançada uma versão em inglês do canal e, dois anos depois, em espanhol. Em 2019, era o sexto canal com mais visualizações do Brasil. Em 2020, o Totoykids tinha um lucro mensal em torno de 100 mil reais, apenas com os anúncios vinculados aos vídeos do canal em português, e era assistido em mais de 35 países. Desde então, a Totoykids se tornou uma marca de produtos diversos.